# Batalha de Wofla
A Batalha de Wofla foi travada em 28 de agosto de 1542 perto do Lago Ashenge em Wofla (Ofla) entre os portugueses sob o comando de Cristóvão da Gama e as forças do Imam Ahmad ibn Ibrahim al-Ghazi. Reforçado com uma superioridade não apenas em números, mas em armas de fogo, Imam Ahmad saiu vitorioso e obrigou os portugueses, juntamente com a rainha Seble Wongel e sua comitiva, a fugir de seu acampamento fortificado e deixar suas armas para trás.
Ao fugir do campo de batalha com 14 soldados, Cristóvão da Gama, com o braço quebrado por uma bala, foi capturado naquela noite por seguidores do Imam Ahmad, que haviam sido conduzidos para o mato onde se refugiaram por uma velha. No entanto, outros relatos afirmam que Gama ficou para trás para procurar uma mulher que ele havia capturado na Batalha da Colina dos Judeus por quem ele se apaixonou. No entanto, ele foi levado à presença do Imam Ahmad, que torturou e executou seu oponente capturado.
Ocorreu um desentendimento entre Ahmed Gragn e seus mosqueteiros otomanos neste ponto da vitória sobre como lidar com os portugueses capturados na batalha. Os otomanos queriam usar esses prisioneiros como uma ferramenta de negociação em suas negociações em andamento com Lisboa, portanto, fizeram as seguintes exigências para que fossem entregues ilesos aos cuidados das autoridades provinciais do Iêmen. No entanto, Ahmed Gragn recusou este favor e o matou com as próprias mãos poucas horas depois de capturar da Gama. Furioso, o comandante otomano abandonou Ahmed e voltou para o Iêmen com a maioria de suas forças.
a batalha impediu o estabelecimento de uma presença militar permanente dos portugueses na Etiópia e no Corno de África. Após a morte de Cristóvão da Gama e a maioria de seus soldados capturados ou mortos, os portugueses hesitaram em fazer investimentos na área, fazendo com que o Sultanato de Adal permanecesse como a maior potência na região do Chifre da África.